# San Pedro de Macorís
San Pedro de Macorís è un comune della Repubblica Dominicana di 195.307 abitanti, capoluogo della provincia omonima.

## Storia
San Pedro è stata fondata da immigrati cubani, che fuggivano dal loro paese per via della guerra d'indipendenza, nel XIX secolo.